# 新赫拉迪

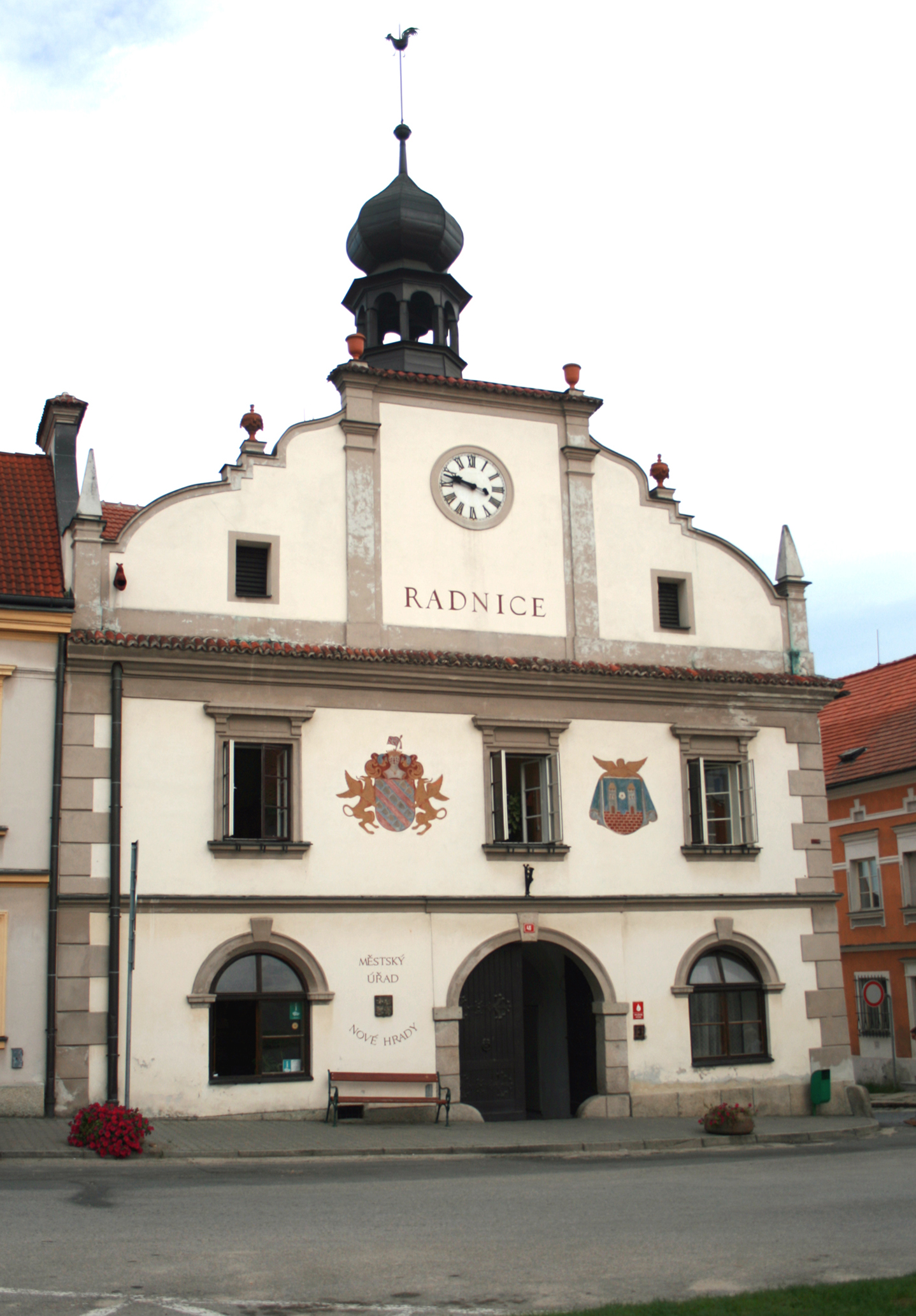

新赫拉迪是捷克的城鎮，位於該國西南部，距離捷克布傑約維采約30公里，由南波希米亞州負責管轄，面積79.68平方公里，海拔高度541米，2005年人口2,591。

## 外部連結
- Municipal website （页面存档备份，存于） (cs, en, de, fr)